# Whonnock Indian Reserve 1
Whonnock Indian Reserve 1 är ett reservat i Kanada.   Det ligger i provinsen British Columbia, i den södra delen av landet, 3 500 km väster om huvudstaden Ottawa.
I omgivningarna runt Whonnock Indian Reserve 1 växer i huvudsak blandskog. Runt Whonnock Indian Reserve 1 är det tätbefolkat, med 331 invånare per kvadratkilometer.